# یامسکویه
یامسکویه (انگلیسی: Yamskoye) یک شهرک در شهرستان کوشنارنکوفسکی جمهوری باشقیرستان در کشور روسیه است.